# Henry B. Walthall
Henry B. Walthall (Condado de Shelby (Alabama), 16 de marzo de 1878-Monrovia, California, 17 de junio de 1936) fue un actor cinematográfico estadounidense.

## Biografía
Su nombre completo era Henry Brazeale Walthall, y nació en el Condado de Shelby (Alabama), Estados Unidos.
Walthall empezó su carrera como actor teatral, actuando en Broadway en un papel de reparto en la pieza de William Vaughn Moody The Great Divide en 1906–1908. 
Su carrera en el cine se inició en 1908, con el film Rescued from an Eagle's Nest, en el cual actuaba un joven actor llamado D.W. Griffith. Según evolucionaba y crecía la popularidad de la industria cinematográfica, Griffith emergió como director y Walthall pasó a ser un pilar principal de la compañía del primero, trabajando con frecuencia junto a asiduos de Griffith como Owen Moore, Kate Bruce y Jack and Mary Pickford. Por ello, acompañó a Griffith cuando éste dejó la American Mutoscope and Biograph Company en Nueva York para pasar a los Estudios Reliance-Majestic en California en 1913.
Dada la relativa corta duración de los filmes de los primeros años de la industria, Walthall frecuentemente trabajó en docenas de títulos en un mismo año. De todos esos títulos, consiguió fama en 1915 por su papel de Coronel Ben Cameron en la película de Griffith El nacimiento de una nación. A partir de esta actuación, Walthall emergió como un intérprete de primeros papeles, independizándose de Griffith.
Siguió trabajando en la década de 1920, actuando en The Plastic Age, con Gilbert Roland y Clara Bow, y en la adaptación de 1926 de The Scarlet Letter, junto a Lillian Gish. 
Ahora con más de cuarenta años de edad, sus actuaciones le reconvertían cada vez más en actor de carácter, siguiendo con la interpretación hasta el momento de su fallecimiento, ocurrido en 1936 a causa de una gripe en Monrovia, California. Fue enterrado en el Cementerio Hollywood Forever de Hollywood, California.
Por su contribución a la industria cinematográfica, se le concedió una estrella en el Paseo de la Fama de Hollywood, en el 6201 de Hollywood Boulevard.
Walthall se casó en dos ocasiones. La primera, con la actriz Isabel Fenton, acabó en divorcio en 1917, tras 10 años de matrimonio. Su segunda boda tuvo lugar en 1918, con la actriz Mary Charleson. La pareja permaneció unida hasta el fallecimiento del actor.

## Filmografía seleccionada
- The Hessian Renegades: 1909
- Fools of Fate: 1909
- In Little Italy: 1909
- The Day After: 1909
- Choosing a Husband: 1909
- The Two Brothers: 1910
- The Kid: 1910
- Ramona: 1910
- In the Border States: 1910

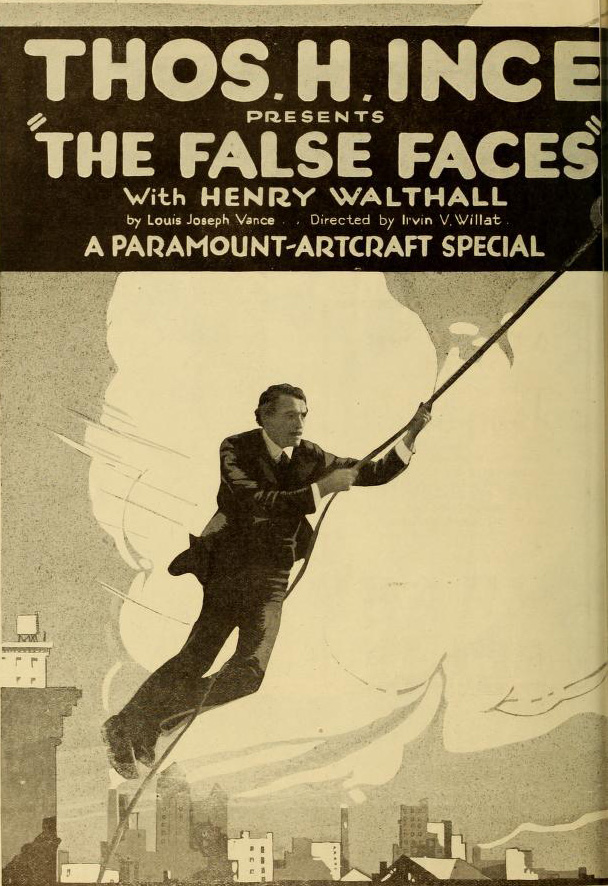
The False Faces (1919)

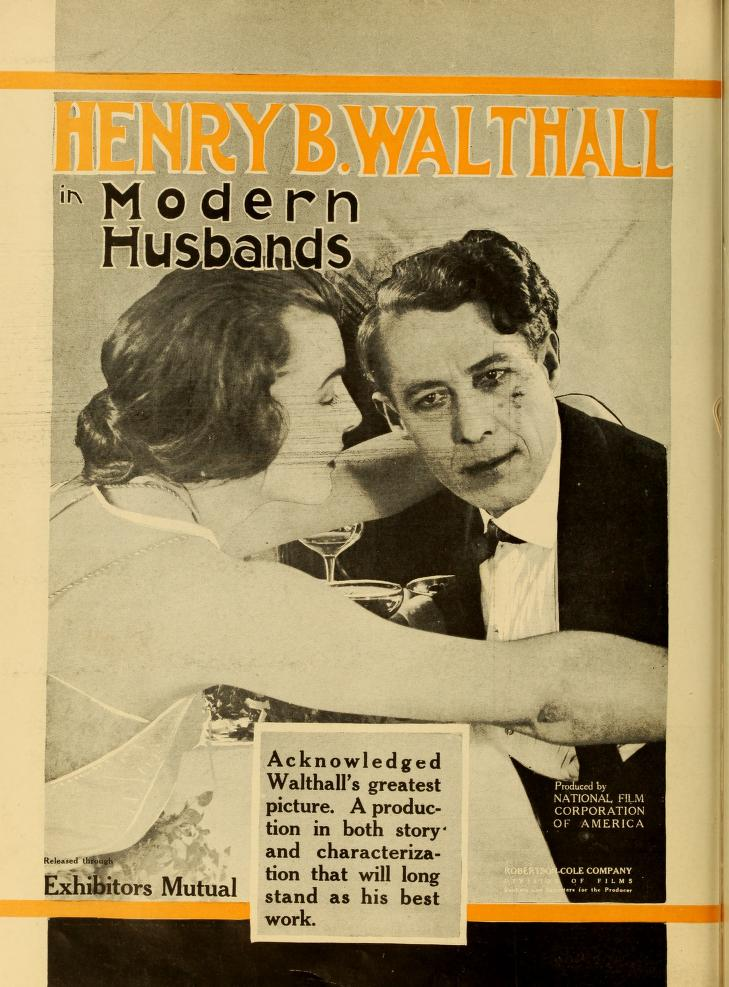
Modern Husbands (1919)

- The House with Closed Shutters: 1910
- The Inner Circle: 1912
- A Change of Spirit: 1912
- Two Daughters of Eve: 1912
- So Near, Yet So Far: 1912
- A Feud in the Kentucky Hills: 1912
- In the Aisles of the Wild: 1912
- The One She Loved: 1912
- The Painted Lady: 1912
- My Baby: 1912
- The Informer: 1912
- Brutality: 1912
- My Hero: 1912
- The Burglar's Dilemma: 1912
- The God Within: 1912
- Three Friends: 1913
- Love in an Apartment Hotel: 1913
- Broken Ways: 1913
- The Unwelcome Guest: 1913
- The Sheriff's Baby: 1913
- If We Only Knew: 1913
- The Lady and the Mouse: 1913
- The Wanderer: 1913
- The House of Darkness: 1913
- The Tenderfoot's Money: 1913
- The Stolen Loaf: 1913
- Red Hicks Defies the World: 1913
- The Switch Tower: 1913
- The Mothering Heart: 1913
- The Mistake: 1913
- A Gambler's Honor: 1913
- During the Round-Up: 1913
- The Mirror: 1913
- The Vengeance of Galora: 1913
- Two Men of the Desert: 1913
- A Woman in the Ultimate: 1913
- The Battle at Elderbush Gulch: 1913
- The Green-Eyed Devil: 1914
- Judith of Bethulia: 1914
- Home, Sweet Home (Dulce hogar): 1914
- Lord Chumley: 1914
- Man's Enemy: 1914
- The Avenging Conscience (La conciencia vengadora): 1914
- El nacimiento de una nación: 1915
- The Strange Case of Mary Page: 1916
- The Great Love (El gran amor): 1918
- The False Faces: 1919
- The Kickback: 1922
- The Face on the Bar-Room Floor: 1923
- The Golden Bed (La cama de oro): 1925
- Kentucky Pride (Sangre de pista): 1925
- Dollar Down: 1925
- The Road to Mandalay (La sangre manda):  1926
- The Scarlet Letter: 1926
- Alas: 1927
- London After Midnight: 1927
- Speakeasy: 1929
- The Jazz Age: 1929
- The Bridge of San Luis Rey: 1929
- The Trespasser (La intrusa): 1929
- Temple Tower (1930)
- Police Court: 1932
- The Cabin in the Cotton (Los esclavos de la tierra): 1932
- Ride Him, Cowboy: 1932
- La calle 42: 1933
- Judge Priest: 1934
- A Tale of Two Cities (Historia de dos ciudades): 1935
- The Devil-Doll: 1936